# Han Ye-ri
Han Ye-ri (한예리?; 23 dicembre 1984) è un'attrice sudcoreana.

## Biografia
Han Ye-ri ha cominciato la sua carriera nel mondo dello spettacolo recitando in cortometraggi e film indipendenti. Nel 2012 ha interpretato la tennistavolista nordcoreana Yu Sun-bok nel film Korea, ruolo per cui dovette imparare il dialetto dello Hamgyŏng. In seguito ha ottenuto parti da protagonista in grandi produzioni, come Dongchangsaeng nel 2013, Haemu nel 2014 e Chunmong nel 2016. Nel 2020 è comparsa nel suo primo film americano, Minari, interpretando il ruolo principale a fianco di Steven Yeun.

## Filmografia

### Cinema
- Pureun gang-eun heulleora (푸른 강은 흘러라?), regia di Kang Mi-ja (2009)
- Bada jjog-euro, han ppyeom deo (바다 쪽으로, 한 뼘 더?), regia di Choi Ji-yeong (2009)
- Paju (파주?), regia di Park Chan-ok (2009)
- Gwihyang (귀향?), regia di Ahn Seon-kyoung (2009)
- Tarot 3. The Unseen, episodio di Gwi (귀 鬼?), regia di Jo Eun-kyung (2010)
- Hal su inneun jaga guhara (할 수 있는 자가 구하라?), regia di Yoon Seong-ho (2010)
- Pyeongbeomhan naldeul (평범한 날들?), regia di Inan (2011)
- Dasi tae-eonago sip-eo-yo, an-yang-e (다시 태어나고 싶어요, 안양에?), regia di Park Chan-kyong (2011)
- Choncheolsar-in (촌철살인?), regia di Park Hyoung-ik, Lee Yong-seung, Yoon Hong-ran, Kang Jin-a e Uhm Tae-hwa (2011)
- Korea (코리아?), regia di Moon Hyun-sung (2012)
- Namjjeog-euro twi-eo (남쪽으로 튀어?), regia di Yim Soonrye (2013)
- Hwansangsog-ui geudae (환상속의 그대?), regia di Kang Jin-a (2013)
- Gyeongbok (경복?), regia di Choi Si-hyung (2013)
- Spy (스파이?), regia di Lee Seung-joon (2013)
- Dongchangsaeng (동창생?), regia di Park Hong-soo (2013)
- Gundo - Millan-ui sidae (군도 - 민란의 시대?), regia di Yoon Jong-bin (2014)
- Haemu (해무?), regia di Shim Sung-bo (2014)
- Pilleumsidaesarang (필름시대사랑?), regia di Zhang Lu (2015)
- Geukjeog-in harutbam (극적인 하룻밤?), regia di Ha Ki-ho (2015)
- Sanyang (사냥?), regia di Lee Woo-chul (2016)
- Choe-ag-ui haru (최악의 하루?), regia di Kim Jong-kwan (2016)
- Chunmong (춘몽?), regia di Zhang Lu (2016)
- The Table (더 테이블?), regia di Kim Jong-kwan (2017)
- Illang - Uomini e lupi (인랑?, IllangLR), regia di Kim Ji-woon (2018)
- Champion (챔피언?), regia di Kim Yong-wan (2018)
- Gunsan - Geo-wireul noraehada (군산 - 거위를 노래하다?), regia di Zhang Lu (2018)
- Haechijianh-a (해치지않아?), regia di Son Jae-gon (2020)
- Minari, regia di Lee Isaac Chung (2020)

### Televisione
- Road No. 1 (로드넘버원?) – serial TV (2010)
- Yeon-u-ui yeoreum (연우의 여름?), regia di Lee Na-jeong – film TV (2013)
- Sangsang go-yang-i (상상고양이?) – serial TV, voce (2015-2016)
- Yungnyong-i nareusya (육룡이 나르샤?) – serial TV (2015-2016)
- Hello, My Twenties! (청춘시대?, CheongchunsidaeLR) – serial TV (2016-2017)
- Switch - Sesang-eul bakkwora (스위치 - 세상을 바꿔라?) – serial TV (2018)
- Nokdu kkot - Saram, haneur-i doeda (녹두꽃 - 사람, 하늘이 되다?) – serial TV (2019)
- (Aneun geon byeollo eobjiman) gajog-immida ((아는 건 별로 없지만) 가족입니다?) – serial TV (2020)

## Riconoscimenti
- Asian Film Awards
  - 2015 – Candidatura alla miglior attrice non protagonista per Haemoo
- Gold Derby Award
  - 2021 – Miglior attrice straniera per Minari
- Independent Spirit Awards
  - 2020 – Candidatura alla miglior attrice non protagonista per Minari
- CinEuphoria
  - 2021 – Candidatura alla miglior attrice non protagonista per Minari